# Гермо
Гермо (на македонска литературна норма: Ѓермо; на албански: Gjerme, Герме, Xherma, Джерма) е село в Северна Македония, в община Тетово.

## География
Селото е разположено в областта Долни Полог, в източните склонове на Шар на 10 километра северно от град Тетово.

## История
В обобщен списък на джизието на немюсюлманите от вилаета Калканделен от 18 юли 1628 година селото е отбелязано като Гермоной, с 19 ханета (домакинства).
В края на XIX век Гермо вече е напълно албанско село в Тетовска каза на Османската империя. Според статистиката на Васил Кънчов („Македония. Етнография и статистика“) от 1900 година Гермо е село, населявано от 165 жители арнаути мохамедани.
Според Афанасий Селишчев в 1929 година Гермо е село в Джепчишка община (с център в Порой) и има 80 къщи с 480 жители албанци.
Според преброяването от 2002 година селото има 962 жители.
| Националност     | Всичко |
| северномакедонци | 0      |
| албанци          | 960    |
| турци            | 0      |
| роми             | 0      |
| власи            | 0      |
| сърби            | 0      |
| бошняци          | 0      |
| други            | 2      |